# 방길
방길(方吉, 1896년 1월 5일~1920년 11월 2일)은 국민정부 시대 중화민국 대륙 본토 둥베이 지역에 거주한 대한제국의 독립운동가이자 임정의 정치인이다.

## 일생

### 기타 이름
호(號)는 만주(滿洲).

### 생애 초기
그는 청나라 만저우 지역 지린 성 룽징에서 출생하였으며, 퉁화에서 소학교(小學校)를 중퇴한 그는 10세 시절이던 1905년 일가족과 함께 고국(대한제국)으로 잠시 환국하여 평안남도 용강 지역에 잠시 머물렀을 때 을사늑약 사건을 목도하였고, 이 때 시절 당시 어린 마음에 너무도 분개하여 조국의 외교권을 송두리째 박탈되는 자국 민족의 가슴 쓰라린 심정을 부여잡으면서, 일족들과 함께 청나라 만저우 지역 지린 성 룽징으로 다시 귀환하였다.

### 생애 후반
그는 1919년 국민정부 중화민국 대륙 본토 둥베이 지역 지린 성 옌지 현 투먼쯔(吉林省 延吉縣 土門子)에서 대한민국 임시정부 군무부 예하 대한독립군 예속 민간행정조사역원(民間行政調査役員)으로 항일 활동을 하던 중 일군에게 붙잡혀 지린 성 지린 지역으로 압송되었으며 1920년 11월 2일 사살되어 순국하였다.

## 사후
대한민국 정부에서는 고인의 공훈을 기리고자 1991년 3월 1일을 기하여 건국훈장 애국장을 추서하였다.